# Sjónfrið
Sjónfrið är en bergstopp i republiken Island. Den ligger i regionen Västfjordarna, 190 km norr om huvudstaden Reykjavík. Toppen på Sjónfrið är 920 meter över havet.
Trakten runt Sjónfrið är nära nog obefolkad, med mindre än två invånare per kvadratkilometer. Det finns inga samhällen i närheten. Trakten runt Sjónfrið är permanent täckt av is och snö.